# Завод азотних добрив у Палос-де-ла-Фронтера (Уельва)
Завод азотних добрив у Палос-де-ла-Фронтера (Уельва) – виробничий майданчик на околицях іспанського міста Уельва у індустріальній зоні Палос-де-ла-Фронтера (можливо відзначити, що в останній також діють такі підприємства як завод діоксиду титану, завод хімії хлору та ТЕС Палос-де-ла-Фронтера).
В 1962-му створили Organizadora de Fertilizantes de Iberia (Fertiberia), засновниками якої виступили Bank of Bilbao та зареєстрована на Багамах International Development & Investment Company. Fertiberia узялась за проекти в галузі виробництва добрив та запустила кілька заводів, одним з яких став введений в дію у 1967-му майданчик в Палос-де-ла-Фронтера. Він міг продукувати аміак в обсягах 90 тисяч тонн на рік, частина якого тут же споживалась для виробництва сечовини, так, відомо про існування лінії цього продукту потужністю 75 тисяч тонн на рік. Крім того, інший завод Fertiberia у Кастельйон-де-ла-Плана споживав аміак, проте не мав його виробництва. Нарешті, вже в 1974-му Fertiberia була поглинена компанією Unión Explosivos Río Tinto (ERT), яка, зокрема, мала в Уельві майданчик з виробництва комплексних добрив, що також потребував аміаку. 
В 1976-му ввели в дію другу чергу, що так само виробляла аміак та сечовину. Первісно продуктивність цієї черги по аміаку становила 900 (за іншими даними – 990) тонн на добу, а після проведеної в 1988 році модернізації досягнула 1130 тонн. Тоді ж показник належної до другої черги лінії сечовини довели до 250 тисяч тонн на рік. 
Як сировину для виробництва аміаку спершу використовували naphtha – суміш легких рідких вуглеводнів. В 1988-му в Уельві з’явився термінал для імпорту ЗПГ, що дало змогу перевести майданчик на споживання природного газу.
В 1989-му ERT унаслідок злиття увійшла до концерну Ercros. Останній невдовзі потрапив у скрутне фінансове становище і, хоч і зміг у підсумку відновити діяльність, проте його активи з виробництва добрив в 1995-му перейшли під контроль групи Villar Mir, що для управління ними створила компанію з все тою ж назвою Fertiberia.
В 2001-му прийняли рішення про закриття лінії сечовини продуктивністю 75 тисяч тонн на рік.
Станом на 2023-й за майданчиком у Палос-де-ла-Фронтера рахується здатність виробляти 400 тисяч тонн аміаку, 250 тисяч тон сечовини та 200 тисяч тонн суміші сечовини та нітрату амонію.